# Peptococcaceae
Peptococcaceae  è una famiglia di batteri appartenente all'ordine Clostridiales.

## Tassonomia
Comprende i seguenti generi:
- Carboxydothermus
- Cryptanaerobacter
- Dehalobacter
- Desulfitobacterium
- Desulfonispora
- Desulfosporosinus
- Desulfotomaculum
- Pelotomaculum
- Peptococcus
- Syntrophobotulus
- Thermincola
- Thermoterrabacterium